# Powiat Ibrány
Powiat Ibrány (węg. Ibrányi járás) – jeden z jedenastu powiatów komitatu Szabolcs-Szatmár-Bereg na Węgrzech. Siedzibą władz jest miasto Ibrány.

## Miejscowości powiatu Ibrány
- Balsa
- Buj
- Gávavencsellő
- Ibrány
- Nagyhalász
- Paszab
- Tiszabercel
- Tiszatelek